# Hyphessobrycon proteus
Hyphessobrycon proteus es una especie de peces de la familia Characidae en el orden de los Characiformes.

## Morfología
Los machos pueden llegar alcanzar los 7,4 cm de longitud total.

## Hábitat
Vive en zonas de clima tropical.

## Distribución geográfica
Se encuentran en Sudamérica: cuencas de los ríos  Magdalena y  Atrato.